# Орден Заслуг (Тунис)
Национальный орден «За заслуги» — государственная награда Тунисской Республики.

## История
Национальный орден «За заслуги» был учреждён в соответствии с указом № 98-997 от 2 мая 1998 года с целью систематизации многочисленных наград за заслуги в различных сферах деятельности как единый орден за заслуги. В статут награды вносились изменения в 2004, 2006 и 2008 годах.

## Классы
Орден имеет пять классов:
- Большая лента — знак ордена на широкой чрезплечной ленте и звезда ордена на левой стороне груди.
- 1 класс, соответствующий званию «Гранд-офицер» — знак ордена на шейной ленте и звезда на левой стороне груди.
- 2 класс, соответствующий званию «Командор» — знак ордена на шейной ленте.
- 3 класс, соответствующий званию «Офицер» — знак ордена на нагрудной ленте с розеткой.
- 4 класс, соответствующий званию «кавалер» — знак ордена на нагрудной ленте.

## Описание
Знак ордена – семиконечная звезда тёмно-синей эмали с золотым бортиком и с золотыми штралами между лучей в виде семи двугранных заострённых разновеликих лучиков, расположенных пирамидально. В основании лучей расположены укороченные пять двугранных заострённых разновеликих лучика, расположенных пирамидально. В центре звезды золотой медальон с широкой каймой, на которой рельефно расположен лавровый венок. В центре медальона рельефный государственный герб, сверху надпись на арабском языке «Тунисская Республика», и снизу: «Национальный орден за заслуги». Знак при помощи кольца крепится к орденской ленте.
Звезда ордена аналогична знаку, но большего размера.
Лента ордена шёлковая, муаровая, тёмно-синего цвета с широкими золотыми полосками, отстающими от края.